# UCI Asia Tour 2019
El UCI Asia Tour 2019 fue la decimoquinta edición del calendario ciclístico internacional asiático. Se inició el 23 de octubre de 2018 con el Tour de Hainan en China y finalizó el 20 de octubre de 2019 en Japón con la Japan Cup.

## Equipos
Los equipos que podían participar en las diferentes carreras dependían de la categoría de las mismas. A mayor nivel de una carrera podían participar equipos de más nivel. Los equipos UCI WorldTeam solo podían participar de las carreras .HC y .1 pero tenían cupo limitado para competir.
| Categoría      | Categoría                       | Equipos |
| -------------- | ------------------------------- | --- |
| .HC            | 1.HC (Carrera de un día)        | * ProTeam (max 65%) * Profesionales Continentales * Continentales * Selecciones nacionales                 |
| .HC            | 2.HC (Carrera de varios días)   | * ProTeam (max 65%) * Profesionales Continentales * Continentales * Selecciones nacionales                 |
| .1             | 1.1 (Carrera de un día)         | • ProTeam (max 50%) • Profesionales Continentales • Continentales • Selecciones nacionales                 |
| .1             | 2.1 (Carrera de varios días)    | • ProTeam (max 50%) • Profesionales Continentales • Continentales • Selecciones nacionales                 |
| .2             | 1.2 (Carrera de un día)         | • Profesionales Continentales • Continentales • Selecciones nacionales • Selecciones regionales • Amateurs |
| .2             | 2.2 (Carrera de varios días)    | • Profesionales Continentales • Continentales • Selecciones nacionales • Selecciones regionales • Amateurs |
| .Ncup (sub-23) | 1.Ncup (Carrera de un día)      | • Selecciones nacionales • Selecciones mixtas                                                              |
| .Ncup (sub-23) | 2.Ncup (Carrera de varios días) | |

## Calendario
Las siguientes fueron las carreras que compusieron el calendario UCI Asia Tour aprobado por la UCI.
| UCI Asia Tour 2019      | UCI Asia Tour 2019      | UCI Asia Tour 2019      | UCI Asia Tour 2019           | UCI Asia Tour 2019 |
| Fecha                   | País                    | Carrera                 | Ganador                      |                    |
| ----------------------- | ----------------------- | ----------------------- | ---------------------------- | ------------------ |
| 23 – 31 de octubre      | República Popular China | Tour de Hainan          | Fausto Masnada               |                    |
| 4 – 11 de noviembre     | Indonesia               | Tour de Singkarak       | Jesse Ewart                  |                    |
| 9 – 11 de noviembre     | República Popular China | Tour de Quanzhou Bay    | Max Stedman                  |                    |
| 11 de nov               | Japón                   | Tour de Okinawa         | Alan Marangoni               |                    |
| 14 – 18 de noviembre    | República Popular China | Tour de Fuzhou          | Ilya Davidenok               |                    |
| 8 – 12 de febrero       | Filipinas               | Ronda Philipinas        | Paco Mancebo                 |                    |
| 16 – 21 de febrero      | Omán                    | Tour de Omán            | Alexéi Lutsenko              |                    |
| 17 – 21 de marzo        | República de China      | Tour de Taiwán          | Jonathan Clarke              |                    |
| 22 – 24 de marzo        | Japón                   | Tour de Tochigi         | Raymond Kreder               |                    |
| 1 – 6 de abril          | Tailandia               | Tour de Tailandia       | Ryan Cavanagh                |                    |
| 6 – 13 de abril         | Malasia                 | Tour de Langkawi        | Benjamin Dyball              |                    |
| 17 – 19 de abril        | Malasia                 | Tour de Iskandar Johor  | Mario Vogt                   |                    |
| 19 – 26 de mayo         | Japón                   | Tour de Japón           | Chris Harper                 |                    |
| 24 – 26 de mayo         | Filipinas               | PRUride PH              | Marcelo Felipe Hernández     |                    |
| 26 – 30 de mayo         | República Popular China | Tour de Taiyuán         | Cameron Piper                |                    |
| 30 de mayo – 2 de junio | Japón                   | Tour de Kumano          | Orluis Aular                 |                    |
| 12 – 16 de junio        | Corea del Sur           | Tour de Corea           | Filippo Zaccanti             |                    |
| 14 – 18 de junio        | Filipinas               | Tour de Filipinas       | Jeroen Meijers               |                    |
| 14 – 27 de julio        | República Popular China | Vuelta al Lago Qinghai  | Robinson Chalapud            |                    |
| 21 de jul               | Japón                   | OG Test event Road Race | Diego Ulissi                 |                    |
| 11 de ago               | Japón                   | Oita Urban Classic      | Drew Morey                   |                    |
| 19 – 23 de agosto       | Indonesia               | Tour de Indonesia       | Thomas Lebas                 |                    |
| 30 – 31 de agosto       | Kazajistán              | Tour de Almaty          | Yuriy Natarov                |                    |
| 2 – 4 de septiembre     | República Popular China | Tour de Xingtai         | Carlos Cobos Márquez         |                    |
| 6 – 8 de septiembre     | Japón                   | Tour de Hokkaido        | Filippo Zaccanti             |                    |
| 7 – 14 de septiembre    | República Popular China | Tour de China I         | Jeroen Meijers               |                    |
| 16 – 22 de septiembre   | República Popular China | Tour de China II        | Lyu Xianjing                 |                    |
| 19 – 22 de septiembre   | Indonesia               | Tour de Siak            | Nur Amirul Fakhruddin Mazuki |                    |
| 23 – 28 de septiembre   | Indonesia               | Tour de Ijen            | Robbie Hucker                |                    |
| 2 – 6 de octubre        | Irán                    | Tour de Irán-Azerbaiyán | Savva Novikov                |                    |
| 9 – 15 de octubre       | República Popular China | Tour del Lago Taihu     | Dylan Kennett                |                    |
| 15 – 19 de octubre      | Malasia                 | Tour Peninsular         | Marcos García                |                    |
| 20 de oct               | Japón                   | Japan Cup               | Bauke Mollema                |                    |

## Clasificaciones finales
Las clasificaciones finales fueron las siguientes:

### Individual
La integraron todos los ciclistas del continente que lograron puntos pudiendo pertenecer tanto a equipos amateurs como profesionales, inclusive los equipos UCI WorldTeam.
| Posición | Corredor             | Equipo                   | Puntos |
| -------- | -------------------- | ------------------------ | ------ |
| 1.º      | Alexey Lutsenko      | Astana                   | 1688   |
| 2.º      | Xianjing Lyu         | Hengxiang                | 508    |
| 3.º      | Yevgeniy Gidich      | Astana                   | 362,67 |
| 4.º      | Nariyuki Masuda      | Utsunomiya Blitzen       | 297,17 |
| 5.º      | Chun Kai Feng        | Bahrain Merida           | 280    |
| 6.º      | Choon Huat Goh       | Terengganu Inc-TSG       | 260    |
| 7.º      | Vadim Pronskiy       | Vino-Astana Motors       | 250    |
| 8.º      | Mohammad Ganjkhanlou | Foolad Mobarakeh Sepahan | 235    |
| 9.º      | Dmitriy Gruzdev      | Astana                   | 226,67 |
| 10.º     | Daniil Fominykh      | Astana                   | 225,67 |

| Posiciones 11.º al 20.º | Posiciones 11.º al 20.º       | Posiciones 11.º al 20.º | Posiciones 11.º al 20.º |
| ----------------------- | ----------------------------- | ----------------------- | ----------------------- |
| 11.º                    | Ka Hoo Fung                   | HKSI                    | 204                     |
| 12.º                    | Zhandos Bizhigitov            | Astana                  | 196,67                  |
| 13.º                    | Yousef Mirza Bani Hammad      | UAE Emirates            | 196,5                   |
| 14.º                    | Nur Amirull Fakhruddin Mazuki | Terengganu Inc-TSG      | 170                     |
| 15.º                    | Saeid Safarzadeh              | Tianyoude Hotel         | 166,25                  |
| 16.º                    | Maral-Erdene Batmunkh         | Terengganu Inc-TSG      | 165                     |
| 17.º                    | Choe Hyeongmin                | Geumsan Insam Cello     | 159,17                  |
| 18.º                    | Andrey Zeits                  | Astana                  | 159                     |
| 19.º                    | Kim Euro                      | LX                      | 151                     |
| 20.º                    | Yuriy Natarov                 | Astana                  | 150,67                  |

### Equipos
A partir de 2019 y debido a cambios reglamentarios, solo los equipos profesionales del continente, exceptuando los de categoría UCI ProTeam, entraron en esta clasificación. Se confeccionaron con la sumatoria de puntos que obtenía un equipo con los 10 corredores que más puntos habían obtenido, independientemente del continente en el que los había conseguido.
| Posición | Equipo             | Puntos  |
| -------- | ------------------ | ------- |
| 1.º      | Terengganu Inc-TSG | 2658    |
| 2.º      | Sapura             | 1822,26 |
| 3.º      | Ukyo               | 935,17  |
| 4.º      | Matrix-Powertag    | 813     |
| 5.º      | HKSI               | 735     |

| Posiciones desde el 6.º hasta el 10.º | Posiciones desde el 6.º hasta el 10.º | Posiciones desde el 6.º hasta el 10.º |
| Posición                              | Equipo                                | Puntos                                |
| ------------------------------------- | ------------------------------------- | ------------------------------------- |
| 6.º                                   | Vino-Astana Motors                    | 725                                   |
| 7.º                                   | Kinan                                 | 695                                   |
| 8.º                                   | VIB Sports                            | 636                                   |
| 9.º                                   | Hengxiang                             | 590                                   |
| 10.º                                  | Interpro Cycling Academy              | 534                                   |

### Países
Se confeccionó mediante los puntos de los 8 mejores ciclistas de un país, no solo los que lograron en este Circuito Continental, sino también los logrados en todos los circuitos. E incluso si un corredor de un país de este circuito, solo logró puntos en otro circuito (Europa, America, África, Oceanía), sus puntos iban a esta clasificación.
| Posición | País       | Puntos  |
| -------- | ---------- | ------- |
| 1.º      | Kazajistán | 3259,35 |
| 2.º      | Irán       | 990     |
| 3.º      | Japón      | 906,17  |
| 4.º      | China      | 744     |
| 5.º      | Hong Kong  | 719     |

| Posiciones desde el 6.º hasta el 10.º | Posiciones desde el 6.º hasta el 10.º | Posiciones desde el 6.º hasta el 10.º |
| Posición                              | País                                  | Puntos                                |
| ------------------------------------- | ------------------------------------- | ------------------------------------- |
| 6.º                                   | Corea del Sur                         | 691,51                                |
| 7.º                                   | Mongolia                              | 593                                   |
| 8.º                                   | Emiratos Árabes Unidos                | 517,5                                 |
| 9.º                                   | República de China                    | 514                                   |
| 10.º                                  | Singapur                              | 505                                   |

### Países sub-23
| Posición | Corredor      | Equipo | Puntos |
| -------- | ------------- | ------ | ------ |
| 1.º      | Kazajistán    | 693    |        |
| 2.º      | China         | 629    |        |
| 3.º      | Hong Kong     | 423    |        |
| 4.º      | Irán          | 401    |        |
| 5.º      | Corea del Sur | 311,17 |        |

## Evolución de las clasificaciones
| Fecha            | Clasificación individual | Clasificación por equipos | Clasificación por países | Clasificación por países sub-23 |
| ---------------- | ------------------------ | ------------------------- | ------------------------ | ------------------------------- |
| 31 de enero      | Alexey Lutsenko          | Terengganu Inc-TSG        | Kazajistán               | Japón                           |
| 28 de febrero    | Alexey Lutsenko          | Terengganu Inc-TSG        | Kazajistán               | Japón                           |
| 31 de marzo      | Alexey Lutsenko          | Sapura                    | Kazajistán               | Japón                           |
| 30 de abril      | Alexey Lutsenko          | Sapura                    | Kazajistán               | Kazajistán                      |
| 31 de mayo       | Alexey Lutsenko          | Sapura                    | Kazajistán               | Kazajistán                      |
| 30 de junio      | Alexey Lutsenko          | Sapura                    | Kazajistán               | Kazajistán                      |
| 31 de julio      | Alexey Lutsenko          | Sapura                    | Kazajistán               | Kazajistán                      |
| 31 de agosto     | Alexey Lutsenko          | Sapura                    | Kazajistán               | Kazajistán                      |
| 30 de septiembre | Alexey Lutsenko          | Terengganu Inc-TSG        | Kazajistán               | Kazajistán                      |
| 22 de octubre    | Alexey Lutsenko          | Terengganu Inc-TSG        | Kazajistán               | Kazajistán                      |
| Final            | Alexey Lutsenko          | Terengganu Inc-TSG        | Kazajistán               | Kazajistán                      |